# 존 케이시

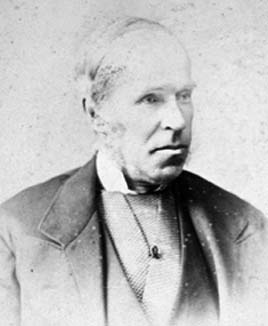

존 케이시(John Casey, 1820년 5월 12일 ~ 1891년 1월 3일)는 아일랜드 기하학자다. 프톨레마이오스 정리의 확장인 4개의 다른 원에 접하는 원에 대한 케이시 정리(Casey's theorem)로 유명하다. 유클리드 기하학에 대한 몇 가지 새로운 증거와 관점을 제공하기도 했으며 에밀 르모인(Émile Lemoine)과 함께 원과 삼각형에 대한 현대 기하학의 공동 창립자로 간주된다.
아일랜드 리머릭 카운티(County Limerick) 킬베니(Kilbehenny)에서 태어났으며 더블린에서 사망했다.

## 주요 저서
유클리드 기하학 원론 제1 ~ 6권(The First Six Books of the Elements of Euclid 1882)은 존 케이시에 의해서 기하학 원론의 원서의 기하학적 내용뿐 아니라 이에 대한 대수학적 해석을 덧붙여 완역되었다.
'유클리드 기하학 원론 제1 ~ 6권 영문판'(The First Six Books of the Elements of Euclid 1885) 제3판은 2007년 프로젝트 구텐베르크(PG,Project Gutenberg)에 의해 다시금 전자출판되었다.

## 같이 보기
- 윌리엄 로언 해밀턴